# Celtis latifolia
Celtis latifolia är en hampväxtart som först beskrevs av Carl Ludwig von Blume, och fick sitt nu gällande namn av Jules Émile Planchon. Celtis latifolia ingår i släktet Celtis och familjen hampväxter. Inga underarter finns listade i Catalogue of Life.